# Вологдо-Вятская железная дорога
Вологдо-Вятская железная дорога (в литературе встречается название — Вологодско-Вятская железная дорога) — железная дорога Российской империи, построенная на средства государственной казны в 1901—1906 годах. Линия прошла через Буй — Галич — Шарью — Котельнич. В 1906 году объединена с Петербурго-Вологодской ж. д. в Северные железные дороги. Ныне часть Транссибирской магистрали.

## История
Направление дороги от С.-Петербурга через Тихвин — Череповец на Вологду и далее на Вятку было высочайше утверждено 5 мая 1901 года. Временное движение поездов открыто в сентябре 1905 года.
Объединена с Петербурго-Вологодской ж. д., затем вошла в Северные железные дороги.

## Станции
- Вологда, узловая станция: ветви на Череповец, Данилов, Коношу. На станции находится локомотивное депо Вологда (ТЧ-11 Сев).
- Лоста
- Вохтога
- Буй, узловая станция
- Галич, узловая станция
- Николо-Полома
- Нея
- Мантурово
- Шарья. Локомотивное депо Шарья.
- Якшанга
- Поназырево
- Свеча
- Котельнич, узловая станция
- Лянгасово, узловая станция. Локомотивное депо Лянгасово.
- Вятка

## Инженерные сооружения
- Мосты: через р. Кострома у Буя, через р. Ветлуга у Шарьи, через р. Нея, через р. Унжа, через р. Вятка у Котельнича